# Люблянская котловина
Любля́нская котловина (словен. Ljubljanska kotlina) — межгорная котловина, расположенная в центральной Словении.
Расположена в верхнем бассейне реки Савы с притоками Камник-Бистрица, Любляница и другими. С севера и запада окружена Юлийскими Альпами и горами Караванке, с юга — холмами Карста. Поля, участки леса. Протяжённость котловины в длину составляет 58 км, в ширину — 18 км. На юге переходит в Люблянское барье. Высота над уровнем моря: 260—550 м. Климат умеренно континентальный с прохладной зимой и тёплым летом; частые туманы.
В котловине сосредоточена почти половина населения Словении. Сельское хозяйство. Среди городов — Любляна, Крань, Домжале, Камник, Шкофья-Лока, Врхника.
- Котловина, окутанная туманом